# Olivier Gendebien
Olivier Gendebien (12 de janeiro de 1924 – 2 de outubro de 1998) foi um automobilista belga. Na Fórmula 1, correu em 1956 e entre 1958 e 1961.
Venceu as 24 Horas de Le Mans por quatro vezes, nos anos de 1958, 1960, 1961 e 1962 sempre pela equipe Ferrari.
Em 1998, aos 74 anos, foi condecorado pelo rei Alberto II com a Ordem da Águia. Morreu em 2 de outubro do mesmo ano.